# Viidaleppia consimilis
Viidaleppia consimilis là một loài bướm đêm trong họ Geometridae.